# Jānis Endzelīns
Jānis Endzelīns (Kauguri, 22 febbraio 1873 – Koknese, 1º luglio 1961) è stato un linguista lettone.
Docente all'Università di Lettonia a Riga, concluse (1932) l'opera di rinnovamento della lingua lettone avviata da Kārlis Mīlenbahs nel 1908.